# Х (паровоз)
Паровоз Х — русский грузовой компаунд-паровоз типа 1-4-0 (первый паровоз такого типа на российских железных дорогах) производства американского завода Baldwin (Балдвин). В начале 1900-х паровозы подвергли модернизации: на них установили пароперегреватели, а машину-компаунд заменили простой. Таким паровозам присвоили обозначение Хп.
Также к серии Х относят паровозы Хм (мурманские). Эти паровозы были изготовлены в 1915—1916 гг. на американском заводе Портер и попали в Россию в период иностранной интервенции с оккупационными войсками. После ухода оккупационных войск паровозы попали на Мурманскую железную дорогу. С остальными паровозами серии у них, кроме страны постройки и осевой формулы, не было ничего общего.
В 1923 году оставалось ещё 127 паровозов серии Х (включая Хм), в 1940 — 26, а в 1955 году закончили работу последние паровозы серии.
До наших дней сохранился паровоз Х-180. В 2006 при ремонтных работах магистрали, был обнаружен и отправлен в музей, он находится в городе Чанчунь, Китай.